# Pizza (film, 2012)

Pizza est un thriller Indien écrit et réalisé par Karthik Subbaraj, sorti en 2012. Vijay Sethupathi y interprète un livreur de pizza témoin de plusieurs morts violentes et dont l'existence de la petite amie, jouée par Remya Nambeesan, semble incertaine. La musique est composée par Santhosh Narayanan.

## Synopsis
Michael Karthikeyan est un livreur de pizza dont la petite amie, Anu, veut devenir romancière. Elle écrit des histoires fantastiques et assure à Michael, d'abord sceptique puis troublé, qu'il devra bientôt admettre l'existence d'êtres surnaturels. En effet, il revient d'une course en état de choc et raconte à son  patron qu'alors qu'il livrait une pizza, il a découvert le cadavre de la cliente et qu'il a été retenu dans sa maison par un « esprit » qui a également tué le mari ainsi que deux policiers après qu'ils lui ont révélé qu'Anu a elle aussi été victime de « l'esprit ». Affirmant que sa petite amie est toujours vivante, Michael part à sa recherche tandis que son entourage prend conscience qu'ils ne l'ont jamais vue et qu'aucune preuve n'atteste son existence.

## Fiche technique et artistique
- Titre : Pizza
- Titre original en tamoul : பீட்சா
- Réalisateur : Karthik Subbaraj
- Scénario : Karthik Subbaraj
- Musique : Santhosh Narayanan
- Paroliers : Kabilan, Arun Raja, Muthamil et Vineeth
- Photographie : Gopi Amarnath
- Montage : Leo John Paul
- Production : C. V. Kumar
- Langue : tamoul
- Pays d'origine : Inde
- Date de sortie : 19 octobre 2012 en Inde
- Format : Couleurs
- Format audio : Dolby surround 7.1
- Genre : thriller, comédie romantique
- Durée : 127 minutes

## Distribution
- Vijay Sethupathi : Micheal Karthikeyan
- Remya Nambeesan : Anu
- Naren : Shanmugam
- Karuna : Raghavan
- Jayakumar : Srinath
- Simha : Bobby
- Pooja : Smitha
- Veera Santhanam

## Musique
La musique des chansons est composée par Santhosh Narayanan sur des paroles de Kabilan (1), Arun Raja (2, 3, 5), Muthamil (7) et Vineeth (8). Le cd sort en septembre 2012. 
1. Mogathirai interprétée par Pradeep
2. Rathiri (Decent Version) interprétée par Haricharan
3. Engo Odugindrai interprétée par Alphons Joseph, Darshana KT
4. Pizza Theme interprétée par Brinda
5. Rathiri (Arath Version) interprétée par Haricharan
6. Mogathirai Prelude interprétée par Phil Hartl Quartet
7. Nenaikuthey interprétée par Gaana Bala
8. Rathiri (Rap Version) interprétée par Haricharan, Arun Raja, Santhosh Narayanan, Vineeth